# Врлика
Врлика је градић у Далмацији, у Сплитско-далматинској жупанији, Република Хрватска.

## Географија
Град Врлика се налази на око 470 m надморске висине, на самом рубу Врличког поља уз државни пут Загреб – Сплит, на 66 km од Сплита. Удаљена је од Дрниша 25 km, од Книна 30 km и од Сиња 36 km. У самом граду извире једна од притока ријеке Цетине – Чесма. Клима је субмедитеранска која се мијеша са континенталном планинском климом што чини Врлику пријатним мјестом за боравак, посебно за људе који имају тешкоће са респиративним болестима.
По овом граду се зове и околни крај, Врличка крајина, која је дио Цетинске крајине.

## Историја
Године 1838. је Врлика место са дивном околином, познато по лековитом извору воде, где људи лети масовно свраћају. Тада је то село са 80 кућа, у којима живи 300 становника.
До територијалне реорганизације у Хрватској налазила се у саставу старе општине Сињ. У близини Врлике се налази средњовековна тврђава Прозор.
Врлика се од распада Југославије до августа 1995. године налазила у Републици Српској Крајини. Током агресије на РСК августа 1995. године, хрватска војска заузела је Врлику протеравајући сво српско становништво.

### Други свјетски рат
У НОБ-у током Другог свјетског рата учествовало je 58 Врличана.

### Спаљивање православне цркве Светог Николе 1971. године
Српско коло, новине Срба ијекаваца, доносе чланак о овом догађају:
Православна црква светог Николе у Врлици је најтеже пострадала у миру, за вријеме комунистичке Југославије. Почетком тзв. "Хрватског прољећа" 1971. године указало се потиснуто зло. На Духове 28. маја 1972. године, у поноћ, Храм Светог Николе спаљен је подметнутим пожаром. То су учинила тројица припадника усташке емиграције из Врлике. Црква је обновљена за двије године и освећена 26. маја 1974. године. Срби Врличани свједоче да су тројица усташких палитеља тешко пострадали. Један је неизлечиво оболио, другоме је у саобраћајној несрећи одсјечена глава као на пању, а трећем је син погинуо у саобраћајној несрећи управо испод српске цркве у Врлици. Остало је запамћено да је усташа закукао над мртвим сином: "Свети Нико, ја запалих тебе, ти сажеже мене!"
Овај догађај је помогао да храм не буде опет спаљиван или рушен, у рату деведесетих година 20. вијека.

## Становништво
На попису становништва 2011. године, град Врлика је имао 2.177 становника, од чега у самој Врлици 828.

### Град Врлика
| Број становника по пописима | Број становника по пописима | Број становника по пописима | Број становника по пописима | Број становника по пописима | Број становника по пописима | Број становника по пописима | Број становника по пописима | Број становника по пописима | Број становника по пописима | Број становника по пописима | Број становника по пописима | Број становника по пописима | Број становника по пописима | Број становника по пописима | Број становника по пописима |
| --------------------------- | --------------------------- | --------------------------- | --------------------------- | --------------------------- | --------------------------- | --------------------------- | --------------------------- | --------------------------- | --------------------------- | --------------------------- | --------------------------- | --------------------------- | --------------------------- | --------------------------- | --------------------------- |
| 1857.                       | 1869.                       | 1880.                       | 1890.                       | 1900.                       | 1910.                       | 1921.                       | 1931.                       | 1948.                       | 1953.                       | 1961.                       | 1971.                       | 1981.                       | 1991.                       | 2001.                       | 2011                        |
| 5.920                       | 6.226                       | 6.311                       | 7.545                       | 8.727                       | 9.529                       | 9.819                       | 10.382                      | 8.686                       | 8.854                       | 7.366                       | 6.458                       | 6.262                       | 5.621                       | 2.705                       | 2.177                       |

Напомена: Настао из старе општине Сињ.

### Врлика (насељено место)
| Број становника по пописима | Број становника по пописима | Број становника по пописима | Број становника по пописима | Број становника по пописима | Број становника по пописима | Број становника по пописима | Број становника по пописима | Број становника по пописима | Број становника по пописима | Број становника по пописима | Број становника по пописима | Број становника по пописима | Број становника по пописима | Број становника по пописима | Број становника по пописима |
| --------------------------- | --------------------------- | --------------------------- | --------------------------- | --------------------------- | --------------------------- | --------------------------- | --------------------------- | --------------------------- | --------------------------- | --------------------------- | --------------------------- | --------------------------- | --------------------------- | --------------------------- | --------------------------- |
| 1857.                       | 1869.                       | 1880.                       | 1890.                       | 1900.                       | 1910.                       | 1921.                       | 1931.                       | 1948.                       | 1953.                       | 1961.                       | 1971.                       | 1981.                       | 1991.                       | 2001.                       | 2011                        |
| 644                         | 751                         | 733                         | 820                         | 904                         | 881                         | 877                         | 907                         | 681                         | 751                         | 927                         | 836                         | 1.207                       | 1.334                       | 959                         | 828                         |

Напомена: Садржи податке за бивше насеље Кукар које је у 1857., 1880., 1900., 1910. и 1948. исказано као насеље.

### Попис 1991.
На попису становништва 1991. године, насељено место Врлика је имало 1.334 становника, следећег националног састава:
| Попис 1991.‍   | Попис 1991.‍  | Попис 1991.‍ | Попис 1991.‍ | Попис 1991.‍ |
| ------------- | ------------ | ----------- | ----------- | ----------- |
|               |              |             |             |             |
| Хрвати        | Хрвати       |             | 958         | 71,81%      |
| Срби          | Срби         |             | 233         | 17,46%      |
| Муслимани     | Муслимани    |             | 12          | 0,89%       |
| Југословени   | Југословени  |             | 9           | 0,67%       |
| Албанци       | Албанци      |             | 5           | 0,37%       |
| Роми          | Роми         |             | 4           | 0,29%       |
| Македонци     | Македонци    |             | 1           | 0,07%       |
| Немци         | Немци        |             | 1           | 0,07%       |
| Чеси          | Чеси         |             | 1           | 0,07%       |
| неопредељени  | неопредељени |             | 6           | 0,44%       |
| непознато     | непознато    |             | 104         | 7,79%       |
| укупно: 1.334 |              |             |             |             |

## Цркве
- Српска православна црква Св. Оца Николаја из 1618. године,
- Католичка црква Госпе Ружарице из 1898. године,
- Унијатска црква Свете Тројице из 1844, порушена до темеља 1970.